# 堵胤锡
堵胤錫（1601年—1649年），原名靈授，字仲緘、錫君、牧子，號牧游，直隸無錫縣（今屬江蘇無錫市）人，明末及南明大臣。

## 生平
堵胤錫万历二十九年（1601年）（辛丑）十二月初八日酉时出生于武进之夹山村。母亲陶氏；父亲堵维常，号冲宇；邑庠生。十一歲父母雙亡，投靠岳父陳大懋，師從马世奇。崇禎六年（1633年）舉癸酉科應天府鄉試，崇禎十年（1637年）中進士。大理寺观政，十二年四月授南户部河南司主事，十三年管北新鈔关，十四年升山東司郎中，升長沙府知府。十七年升湖廣副使。當時山賊蕭相宇作亂，數敗官兵，堵胤錫能率鄉兵破賊，遂以知兵出名。李自成死後，其餘部李錦、田見秀、劉汝魁、賀蘭、李來亨等被堵胤錫安撫。弘光時，歷湖廣參政，行事“苟利国家，我则专之”。
永曆時，任兵部尚书。遭瞿式耜、李元胤的猜忌。堵胤錫等人主張聯合大順軍和大西軍，何騰蛟、瞿式耜反對。瞿式耜同黨的丁时魁、金堡等上疏劾奏他在湖南“丧师失地之罪”。永历三年（順治六年，1649年）十一月與忠貞營的淮侯劉國昌出兵，是月二十六日，至潯州（今廣西桂平），吐血病卒。贈潯國公，諡文忠。

## 著作
有《堵文忠公集》十卷，清光緒十三年（1887年）刻本。

## 家族
曾祖堵祯，太学生；祖堵佳，太学生；父堵维常，號冲宇，庠生。母陶氏。